# 约翰·丹尼尔森
约翰·丹尼尔森（丹麥語：John Danielsen，1939年7月13日—），丹麦男子足球运动员，场上位置是中场。他曾代表丹麦国奥队参加1960年夏季奥林匹克运动会足球比赛，获得一枚银牌。